# Z변환
Z 변환(Z-transform)은 수학이나 신호 처리에서 실 수열 또는 복소 수열로 나타나는 시간 영역의 신호를 복소 주파수 영역의 표현으로 변환한다.
Z 변환은 연속 시간 신호에 대한 라플라스 변환에 대응하는 이산 시간 영역에서의 변환으로 볼 수 있다.

## 역사
Z 변환에 대한 기본적인 생각은 라플라스도 알고 있었고, 1947년에 W. Hurewicz에 의해 선형 상수 계수 차분 방정식을 푸는 유용한 수단으로 다시 알려졌다. Z 변환이라는 이름은 1952년에 콜롬비아 대학의 sampled-data control group에 속한 Ragazzini와 Zadeh로부터 유래되었다.
고등 Z 변환은 후에 Jury에 의해 개발되고 대중화되었다.

## 정의
다른 적분 변환들과 마찬가지로 Z 변환은 단방향 또는 양방향 변환으로 정의될 수 있다.

### 양방향 Z 변환
연속시간 신호 {\displaystyle x[n]}의 양방향 Z 변환은 {\displaystyle X(z)}로 표현되는 formal power series로, 다음과 같이 정의된다.
{\displaystyle X(z)={\mathcal {Z}}\{x[n]\}=\sum _{n=-\infty }^{\infty }x[n]z^{-n}.}
여기서 {\displaystyle n}은 정수이고 {\displaystyle z}는 일반적으로 복소수이다. 즉, {\displaystyle z}는 복소수의 크기 {\displaystyle A}와 허수 단위 {\displaystyle j}, 그리고 편각 {\displaystyle \phi }를 통해 다음과 같이 표현할 수 있다.
{\displaystyle z=Ae^{j\phi }=A(\cos {\phi }+j\sin {\phi })\,}

### 단방향 Z 변환
만약 {\displaystyle x[n]}이 {\displaystyle n\geq 0}에 대해서만 정의되어 있다면 단방향 Z 변환은 다음과 같이 정의된다.
{\displaystyle X(z)={\mathcal {Z}}\{x[n]\}=\sum _{n=0}^{\infty }x[n]z^{-n}.}
이러한 정의는 신호 처리에서 이산 시간 causal system의 단위 펄스 응답의 Z 변환을 구하는데 사용될 수 있다. 여기서부터는 별도의 언급이 없는 한 단방향 Z 변환을 고려하기로 한다.

#### 예제
- 단위 계단 신호

다음과 같은 신호를 생각해 보자.
{\displaystyle x[n]=1,\quad n=0,1,2,\ldots .}
그러면 {\displaystyle x[n]}의 Z 변환은 다음과 같이 구해진다.
{\displaystyle X(z)=1+z^{-1}+z^{-2}+\cdots ={\frac {z}{z-1}},\quad 1<|z|.}
- 등비수열

다음과 같은 신호를 생각해 보자.
{\displaystyle x[n]=a^{n},\quad n=0,1,2,\ldots .}
그러면 {\displaystyle x[n]}의 Z 변환은 다음과 같이 구해진다.
{\displaystyle X(z)=1+(z/a)^{-1}+(z/a)^{-2}+\cdots ={\frac {z}{z-a}},\quad a<|z|.}

## 성질

### 선형성 (Linearity)
두 이산 시간 신호 {\displaystyle x_{1}[n]}, {\displaystyle x_{2}[n]}의 Z 변환을 각각 {\displaystyle X_{1}(z)}, {\displaystyle X_{2}(z)}라 두면, 상수 {\displaystyle a_{1}}, {\displaystyle a_{2}}에 대해 {\displaystyle x[n]=a_{1}x_{1}[n]+a_{2}x_{2}[n]}의 Z 변환은 다음과 같다
{\displaystyle {\begin{aligned}X(z)&=\sum _{n=-\infty }^{\infty }(a_{1}x_{1}[n]+a_{2}x_{2}[n])z^{-n}\\&=a_{1}\sum _{n=-\infty }^{\infty }x_{1}[n]z^{-n}+a_{2}\sum _{n=-\infty }^{\infty }x_{2}[n]z^{-n}\\&=a_{1}X_{1}(z)+a_{2}X_{2}(z).\end{aligned}}}

### 시간에 대한 평행 이동 (Time shifting)

#### 양방향 Z 변환의 경우
이산 시간 신호 {\displaystyle x[n]}의 Z 변환을 {\displaystyle Z\{x[n]\}}라 두면 정수 {\displaystyle k}에 대해 {\displaystyle x[n-k]}의 Z 변환은 다음과 같다.
{\displaystyle {\begin{aligned}{\mathcal {Z}}\{x[n-k]\}&=\sum _{n=-\infty }^{\infty }x[n-k]z^{-n}\\&=\sum _{m=-\infty }^{\infty }x[m]z^{-(m+k)},\quad m=n-k\\&=\sum _{m=-\infty }^{\infty }x[m]z^{-m}z^{-k}\\&=z^{-k}\sum _{m=-\infty }^{\infty }x[m]z^{-m}\\&=z^{-k}X(z).\end{aligned}}}

#### 단방향 Z 변환의 경우
단방향 Z 변환의 경우 조금 다르다. 만약 {\displaystyle k\geq 1}인 경우
{\displaystyle {\begin{aligned}{\mathcal {Z}}\{x[n-k]\}&=\sum _{n=0}^{\infty }x[n-k]z^{-n}\\&=\sum _{m=-k}^{\infty }x[m]z^{-(m+k)},\quad m=n-k\\&=\sum _{m=-k}^{\infty }x[m]z^{-m}z^{-k}\\&=\sum _{m=-k}^{-1}x[m]z^{-m}z^{-k}+z^{-k}\sum _{m=0}^{\infty }x[m]z^{-m}\\&=\sum _{m=-k}^{-1}x[m]z^{-(m+k)}+z^{-k}X(z),\end{aligned}}}
{\displaystyle k\leq -1}인 경우
{\displaystyle {\begin{aligned}{\mathcal {Z}}\{x[n-k]\}&=\sum _{n=0}^{\infty }x[n-k]z^{-n}\\&=\sum _{m=-k}^{\infty }x[m]z^{-(m+k)},\quad m=n-k\\&=\sum _{m=-k}^{\infty }x[m]z^{-m}z^{-k}\\&=-\sum _{m=0}^{-k-1}x[m]z^{-m}z^{-k}+z^{-k}\sum _{m=0}^{\infty }x[m]z^{-m}\\&=-\sum _{m=0}^{-k-1}x[m]z^{-(m+k)}+z^{-k}X(z).\end{aligned}}}

## Z 역변환
Z 역변환은 다음과 같이 구해진다.
{\displaystyle x[n]={\mathcal {Z}}^{-1}\{X(z)\}={\frac {1}{2\pi j}}\oint _{C}X(z)z^{n-1}dz,}
여기서 {\displaystyle C}는 원점을 반시계방향으로 둘러 싸면서 수렴 반경 안에 있는 닫힌 경로이다.
하지만 라플라스 역변환의 경우와 유사하게 대부분의 경우 Z 역변환은 부분분수 분해를 통해 구해진다. 예를 들어 다음과 같은 Z 변환을 생각하자.
{\displaystyle X(z)={\frac {3z^{2}-7z}{z^{2}-5z+6}}.}
부분분수 분해를 통해 {\displaystyle X(z)/z}는 다음과 같이 표현된다.
{\displaystyle {\frac {X(z)}{z}}={\frac {1}{z-2}}+{\frac {2}{z-3}}.}
따라서, {\displaystyle X(z)=z/(z-2)+2z/(z-3)}이고 Z 변환의 선형성으로부터 {\displaystyle x[n]}은 다음과 같이 구해진다.
{\displaystyle x[n]=2^{n}+2\cdot 3^{n},\quad n=0,1,\ldots .}

## 응용

### 차분방정식의 풀이
다음과 같이 주어진 상수 계수를 갖는 선형 차분방정식을 생각하자.
{\displaystyle x[n-2]-5x[n-1]+6x[n]=0,\quad x[-1]=1,\;x[-2]=0.}
양변에 Z 변환을 취하면 다음을 얻는다.
{\displaystyle {\begin{aligned}&z^{-2}X(z)+x[-2]+z^{-1}x[-1]-5z^{-1}X(z)-5x[-1]+6X(z)=0,\\&{\frac {X(z)}{z}}={\frac {5z-1}{(3z-1)(2z-1)}},\\&X(z)=-{\frac {2}{3}}{\frac {z}{z-{\frac {1}{3}}}}+{\frac {3}{2}}{\frac {z}{z-{\frac {1}{2}}}}.\end{aligned}}}
따라서, {\displaystyle x[n]=-{\frac {2}{3}}\left({\frac {1}{3}}\right)^{n}+{\frac {3}{2}}\left({\frac {1}{2}}\right)^{n}}이다.

## 같이 보기
- 라플라스 변환
- 푸리에 변환
- 이산 시간 푸리에 변환
- 이산 푸리에 변환

1. Kamen, E.; Heck, B. (2000), Fundamentals of Signals and Systems: With MATLAB Examples (2nd ed.); Prentice Hall; ISBN 0130172936, 9780130172938.
2. Ingle, V. K.; Proakis, J. G. (2007), Digital Signal Processing Using Matlab (2nd ed., Int. Stud. Ed.); Thomson.
3. Nekoogar, F. and Moriarty, G. (1999), Digital control using digital signal processing; Prentice Hall.